# Битолчани
Битолчани (единствено число битолчанец/битолчанка, на македонска литературна норма: битолчани; на албански: manastiras; на гръцки: Μοναστηριώτες, монастириотес) са жителите на град Битоля, Северна Македония. Това е списък на най-известните от тях.

## Родени в Битоля
А — Б — В — Г — Д —
Е — Ж — З — И — Й —
К — Л — М — Н — О —
П — Р — С — Т — У —
Ф — Х — Ц — Ч — Ш —
Щ — Ю — Я

### А
- Алекс Букарски (р. 1984) северномакедонски писател
- Александър Василевски (1912 – 1944), югославски партизанин
- Александър Вълканов (1904 – 1971), виден български учен, зоолог, хидробиолог и протистолог
- Александър Гещаковски (р. 1950) северномакедонски политик
- Александър Димитров (18 април 1856 – 1906), следва в Бауер, Виена (1863 – 1868), Хохенмашел (1868 – 1872), Йена (1872) и Лайпциг (1873 – 1874), умира в София[1]
- Александър Евтимов (1874 – ?), български революционер
- Александър Литовски (р. 1967) северномакедонски историк
- Александър Радев (1864 – 1911), български политик, министър на правосъдието и образованието, председател на ВМОК
- Александър Томов (1887 – ?), завършил медицина в Монпелие[2]
- Алексей Дума (р. 1949), лекар
- Анастас Лозанчев (1870 – 1945), български революционер
- Анастас Наумов (1861 – 1920), български просветен деец
- Ангел Костов, български революционер от ВМОРО, четник[3]
- Андонис Зоис (? – 1941), гръцки андартски капитан
- Анастасия Балтова (1872 – 1957), български просветна деятелка и революционерка
- Анета Олчева, български просветна деятелка и революционерка
- Антон (Анастас, Атанас) Бъчваров, учил в Робърт колеж от 1882/1883 до 1887/1888 година, когато се дипломира[4]
- Антон Димов (1874 – ?), български духовник и революционер
- Атанас Совичанов (1865 – 1918), български военен деец, починал в София[5]
- Атанас Стоянов, доброволец в четата на Иван Атанасов – Инджето през Сръбско-българската война в 1885 година[6]
- Атанас Цветков, доброволец в четата на Иван Атанасов – Инджето през Сръбско-българската война в 1885 година[6]

### Б
- Байрам Салих, арестуван преди април 1904 година, обвинен в „употреба на оръжие в битките, които се водили с българския комитет миналия Илинден, в които били убити няколко души“, осъден от Извънредния съд на 15 години каторга, лежал в Битолския затвор, амнистиран с общата амнистия от 12 април 1904 година[7]
- Биляна Трифонова, българска учителка и революционерка.
- Бисера Костадиновска-Стойчевска (р. 1986), северномакедонска филоложка и политик
- Блага Видец (1930 - 1982), оперна певица от Социалистическа република Македония
- Благой Велинов, доброволец в четата на Иван Атанасов – Инджето през Сръбско-българската война в 1885 година[8]
- Блажо Петре Йогуртчия, българин, православен, от махалата Кара табак, арестуван преди април 1904 година, обвинен във „включване в българската бунтовническа организация, формирана, за да се наруши редът, и противопоставяне на султанската войска“, осъден от Извънредния съд на доживотна каторга, лежал в Битолския затвор, амнистиран с общата амнистия от 12 април 1904 година[9]
- Божин Талев (1875 – 1929), български революционер
- Борис Зографов (1891 – 1957), български общественик, редактор на „Македонска трибуна“
- Борис Стойчев (1924 – 2010), виден канадски физик
- Борислав Траиковски (1917 – 1996), художник от Северна Македония
- Бано Русо (1920 – 2006), югославски партизанин
- Благой Томев (1872 – ?), български учител, културен и просветен деец и фолклорист, завършил Санктпетербурската духовна семинария в 1896 година и Санктпетербургската духовна академия в 1900 година[2]
- Благоя Стефановски (р. 1963), северномакедонски политик, министър

### В
- Вангел Алтипармаковски (р. 1988), северномакедонски футболист
- Вангел Костов, български революционер от ВМОРО, четник на Георги Попхристов[10]
- Вангел Нечевски (1922- 2006), югославски партизанин
- Вангел Сугарев, български и американски историк
- Вангел Талев (1883 – ?), български революционер от ВМОРО, четник[11]
- Вангел Тодоровски (1920 – 1942), югославски комунист и народен герой на Югославия
- Вангел Чукалевски (1910 – 1983), югославски партизанин
- Васил Войнов (1876 – ?), български революционер
- Васил Груйов, българин, православен, от махалата Драгор, директор на българското училище, арестуван преди април 1904 година, обвинен като „председател на подвижния комитет на българската бунтовническа организация“, осъден от Извънредния съд на смърт, лежал в Битолския затвор, амнистиран с общата амнистия от 12 април 1904 година[12]
- Васил Костов, български революционер от ВМОРО, четник на Димче Сарванов[13]
- Васил Крапчев (1903 – 1979), български лекар, преподавател в Медицинския факултет (днес Медицинска академия)
- Васил Пешков (1881 – ?), български революционер
- Васил Попдимитров, български просветен деец
- Васил Тапанджиев, в 1907 година е приет без изпит като слушател в новооткритото юридическо училище Хукук мектеби в Солун[14]
- Васил Владимиров Цървенков (1906 – ?), български математик
- Велко Спирковски (1925 – 1944), югославски партизанин
- Василиос Агорастос (1864 – 1925), гръцки политик, деец на Гръцката въоръжена пропаганда в Македония
- Василка Стерева, завършила Солунската българска девическа гимназия в 1892 година,[15] завършила акушерство в Лозана в 1894 година и в Нанси в 1896 година[2]
- Веле Доне, от махалата Баир, арестуван през септември 1903 година, обвинен във „включване в тайната организация с цел да се наруши порядъкът“, осъден на 3 години каторга, заточен в Диарбекир, амнистиран с общата амнистия от 12 април 1904 година[16]
- Вера Благоевич (р. 1955), северномакедонска писателка
- Вера Маркова (р. 1947), северномакедонска юристка
- Виолета Кушевич (1908 – Сента, 1939), учи философия, в 1936/37 година играе епизодични роли в Сръбския народен театър в Нови Сад и е касиерка[17]
- Виолета Томовска (р. 1945), северномакедонска певица
- Владислав Томов Стойков (? – 1918), български военен деец, подпоручик, загинал през Първата световна война[18]
- Владимир Кецкаров (1893 – 1960), български военен деец, генерал-майор
- Владимир Костов (р. 1932), северномакедонски писател
- Владимир Стояноски (р. 1962), северномакедонски юрист
- Владимир Томов (1895 – 1973), български хирург
- Владо Камбовски (р. 1948), северномакедонски юрист
- Владо Гьорески (р. 1958), северномакедонски художник

### Г
- Георги Ангелов (1864 – ?), български просветен деец
- Георги Балсамов, български лекар[19]
- Георги Велов, български революционер от ВМОРО, четник[20]
- Георги Димовски-Цолев (1929 – 2015), историк от Република Македония
- Георги Коча, български революционер, четник на Филип Тотю в 1876 година[21]
- Георги Кузманов (1874 – ?), български военен деец, полковник[22]
- Георги Манастирлията (? – 1862), български хайдутин
- Георги Петров, български революционер, четник на Филип Тотю в 1876 година[21]
- Георги Попспасов, българин, православен, арестуван преди април 1904 година, обвинен в „даване на убежище на българските комитски бунтовници“, осъден от Извънредния съд на 5 години каторга, лежал в Битолския затвор, амнистиран с общата амнистия от 12 април 1904 година[23]
- Георги Робев, учил в Робърт колеж от 1874/1875 година до 1877/1878 година[24]
- Георги Совичанов, български общественик
- Георги Спиров Мъртва, български революционер от ВМОРО, четник на Димче Сарванов[25]
- Георги Сугарев (1876 – 1903), български революционер
- Георги Христов (р. 1976), северномакедонски футболист
- Георгиос Модис (1887 – 1975), гръцки учен и политик
- Герасим Кирязи (1858 – 1894), албански просветен деец
- Герг Кирязи (1868 – 1912), албански издател и писател
- Георгиос Сагяксис (1874 – 1941), гръцки поет
- Горан Стефановски (р. 1952), югославски и британски режисьор, брат на Влатко Стефановски
- Гюнер Исмаил (р. 1951), северномакедонски политик
- Георги Цаца (1920 – 2006), политик от Социалистическа република Македония
- Георги Михайлов Стериевски (1923 – 1944), югославски партизанин. Член на ЮКП. Интерниран в Ксанти. Влиза в първа македонска ударна бригада. Убит през 1944[26].
- Горан Милевски (р. 1938), северномакедонски политик
- Григор Пенджерков, български революционер, член на Ръководното тяло на ВМОРО в Битоля[27]
- Григор Чопов (1858 – 1936), български военен деец, полковник[28]

### Д
- Давид Я. Талви, български революционер от еврейски произход[29]
- Дженап Шахабеттин (1870 – 1934), турски поет
- Димитриос Стерьос Лалас (1848 – 1911), гръцки композитор
- Димитрис Ланарас (1895 – 1977), гръцки художник
- Димитър Велянов (1870 – след 1943), български революционер
- Димитър Димитровски (1922 – 2015), журналист от Северна Македония
- Димитър Иванов Робев (1890 – 1907), български революционер
- Димитър Илиевски Мурато (1953 – 1989), алпинист от Социалистическа република Македония
- Димитър Котевски (1926 – 2018), офталмолог от Северна Македония
- Димитър Михайлов (1873 – 1932), български общественик, подпредседател на Македонския национален комитет
- Димитър Ризов (1862 – 1918), български публицист и дипломат
- Димитър Николовски (1921 – 1942), югославски партизанин
- Димитър Солаковски (р. 1975), северномакедонски художник
- Димитър Тъпков (1907 – 1974), български революционер от ВМРО
- Димитър Църномаров (р. 1952), северномакедонски политик
- Димитър Пенджерков, български общественик
- Димко Пенджерков, български революционер от ВМОРО, секретар на Алексо Стефанов[30]
- Димче Николов (1953 – 1998), художник от Северна Македония
- Дойчин Нешов, българин, православен, от Новата махала,[31] арестуван преди април 1904 година, обвинен в „приемане в къщата си на българските разбойници, подготвял и доставял материали отвън, активно давал помощ на споменатите бунтовници“, осъден от Извънредния съд, лежал в Битолския затвор, амнистиран с общата амнистия от 12 април 1904 година[32]
- Драган Зографов (1884 – ?), български общественик и учител
- Драги Михайловски (р. 1951), северномакедонски писател
- Драги Канатларовски (р. 1960), северномакедонски футболист и треньор
- Драги Костовски (1930 – 1980), югославски актьор
- Дъглас Хаскел (1889 – 1979), американски архитект

### Е
- архимандрит Евлогий (Спиро Цветков или Светиов) (1878 – 1913), български църковен деец
- Евтим Иванов Робев (1887 – ?), завършил в 1910 година романска филология в Нанси[33]
- Елисавета Каранджулова (1878 – ?), българска учителка, завършила професонално девическо училище в Брюксел в 1898 година,[34] преподавала в Орханийското класно училище
- Елисавета Котева – Занешева (1880 – 1914), българска учителка
- Елица Манева (р. 1947), северномакедонска археоложка
- Естрея Овадия (1923 – 1944), югославска партизанка

### Ж
- Жамила Колономос (1922 – 2013), югославска партизанка
- Живко Василевски (р. 1928), политик от Социалистическа република Македония

### З
- Зина Креля (1925 – 2004), оперна певица
- Злата Ковачевич (1905 – след 1954), актриса[35]
- Зоран Коняновски (р. 1967), северномакедонски политик

### И
- Иван (Ванко) Андреев (1881 – 1903), български революционер на ВМОК, четник при Стоян Бъчваров, загинал при сражението с турски аскер в Карбинци[36]
- Иван Алтъпармаков (Йован Алтипармакович, 1891 – 1853), югославски политик
- Иван Хаджипетков, български революционер от ВМОРО, четник на Панчо Константинов[37]
- Иво Ивановски (р. 1978), северномакедонски политик
- Илия Кочовски (р. 1945), северномакедонски художник
- Илия Петров Балтов, български военен деец, подполковник[38][39]
- Илия Топаловски (1922 – 1999), югославски партизанин
- Илия Щерьов, доброволец в четата на Георги Бабаджанов през Сръбско-българската война в 1885 година[40]

### Й
- Йоан Крушевско-Демирхисарски (р. 1966), северномакедонски духовник
- Йоанис Содис (1907 – 1982), гръцки юрист
- Йован Ильо, българин, православен, арестуван преди април 1904 година, обвинен в „приемане в къщата си на българските бунтовнически водачи, подготвял и доставял материали отвън, активно давал помощ на споменатите бунтовници“, осъден от Извънредния съд, лежал в Битолския затвор, амнистиран с общата амнистия от 12 април 1904 година[32]
- Йован Лалев (1925 – 1944), югославски партизанин
- Йонче Христовски (1933 – 2000), виден певец от Северна Македония
- Йорго Н. Османли – Османо (1923 – 1944), югославски партизанин. Член на СКМЮ. Става партизанин от 1943. Убит през 1944 в битка с български военни части[41]
- Йорго Шундовски (р. 1955), северномакедонски политик
- Йордан Бадев (1888 – 1944), виден български журналист и литературен критик

### К
- Каролина Гочева (р. 1980), северномакедонска поппевица
- Кенан Зия, албански политик, съосновател на политическата организация Джемиет
- Кире Костов (р. 1949), северномакедонски композитор
- Кире Ристевски (р. 1990), северномакедонски футболист
- Кирил Лозанчев (1873 – 1950), български революционер
- Кирил Мирчев (1902 – 1975), виден български учен, езиковед, член-кореспондент на БАН
- Кирил Христов Совичанов (1878 – 1961), български революционер, просветен деец, журналист
- Коста Велинов, доброволец в четата на Иван Атанасов – Инджето през Сръбско-българската война в 1885 година[8]
- Кристина Петкова Ризова, българска революционерка, четник при Яне Сандански
- Крум Воденичаров – Орлето,[42] български революционер, представител на Ресенска околия в битолския окръжен революционен комитет в 1905 година[43]
- Кольо Димитров, български революционер от ВМОРО, четник на Димче Сарванов[44]
- Константин Груев (1869 – 1933), български революционер
- Константин Иванов Робев (1897 – 1986), български лекар и общественик
- Константин Маймука (1896 – 1962), румънски политик
- Константин Николов Робев (1871 – 1946), български лекар и офицер
- Константин Толев Ленков (1861 – ?), завършил право в Екс ан Прованс[2]
- Константин Чому (1865 – 1952), арумънски кинооператор
- Коста Талев, български революционер от ВМОРО, четник на Иван Наумов Алябака[45]
- Киро Димитровски (1912 – 1942), югославски партизанин
- Коста Янков, доброволец в четата на Георги Бабаджанов през Сръбско-българската война в 1885 година[40]
- Кочо Десано (1920 – 1942), югославски партизанин
- Кочо Палигора (1923 – 1944), югославски партизанин
- Кочо Песнаджиев (? – 1903), български революционер от ВМОРО
- Крум Хололчев (1915 – 1986), български и югославски общественик и инженер

### Л
- Ленче Арсова, (1919 – 2002), югославска партизанка и политичка от Социалистическа република Македония
- Леонид Спасов (1878 – ?), български филолог, просветен деец и литературовед
- Лука Джеров (1869 – 1948), български революционер и просветен деец
- Лука Димитров (1866 – ?), български просветен деец
- Люба Бадева-Христова, завършила Солунската гимназия (1910), една от учредителките на Македонския женски съюз (София, 1926)
- Любен Димитров (1903 – 1962), български емигрантски деец на МПО, редактор на „Македонска трибуна“
- Любен Крапчев (1904 – 1992), български журналист от Македония.
- Любица Сокич, (1914 – 2009), сръбска художничка
- Любиша Георгиевски, (1937 – 2018), режисьор, писател и дипломат от Република Македония

### М
- Майкъл Илич (р. 1929), виден американски бизнесмен, основател на веригата Литъл Сийзърс
- Маргарит Нале (1895 – 1970), югославски партизанин
- Мариан Алтипармаковски (р. 1991), северномакедонски футболист
- Мария Балева, учителка в костурското село Горенци[46]
- Мария Влайкова (? – 1926), българска учителка и общественичка
- Мария Георгиева (1883 – ?), завършила акушерство в Загреб в 1910 година[47]
- Мелетий Велешки (Марко Димитров) (1868 – 1924), български духовник, велешки епископ
- Ментеш Камхи (1877 – 1943), български революционер от еврейски произход
- Мери Бошкова (р. 1924), актриса от Социалистическа република Македония
- Методи Димов (1938 – 2004), български писател и общественик
- Методи Янчулев (1900 – 1987), български юрист и политик
- Методия Ванчевски (1943 – 2005), офицер, бригаден генерал от Северна Македония
- Мехмед Кязъм Дирик (1881 – 1941), османски и турски военен, генерал
- Мехмед Назиф паша (1832 – 1889), османски военен и администратор
- Мехмед Суфи Кула (1881 – 1948), османски и турски генерал
- Миле Гайдаджиев (1879 – ?), български революционер
- Милян Милянич (1930 – 2012), югославски футболен треньор
- Милияна Даневска (р. 1960), северномакедонски политик
- Минела Бабуковски (1921 – 1944), югославски партизанин
- Мира Стойчевска (р. 1966), северномакедонска лесоинженерка и политик
- Мито Василев, български революционер от ВМОРО, четник на Димче Сарванов[48]
- Михаил Джемалиев, български лекар, завършил медицина в Атинския университет[49]
- Михаил Джеров (1879 – 1944), български революционер и юрист
- Михаил Димев (Мише Кьосето) (1878 – ?), български революционер
- Михаил Константинович, български зограф от XIX век
- Михаил Маринов, български революционер от ВМОРО, четник на Георги Сугарев[50]
- Михаил Огнянов (1927 – 2013), български медик и публицист, професор
- Михаил Пенджерков (1895 – 1971), български комунист, редактор на вестник „Новини“
- Михаил Петрушевски (1911 – 1990), филолог от Социалистическа република Македония
- Михаил Питов (1868 – 1945), сръбски просветен деец
- Михаил Ракиджиев (1878 – 1935), български революционер от ВМОРО
- Михаил Христов (1879 – ?), български революционер
- Михаил Христович, български лекар
- Мишко Божиновски (р. 1923), икономист от Социалистическа република Македония
- Мордо Нахмияс (1923 – 1944), югославски партизанин
- Музафер Гьоксенин (1899 – 1965), турски военен, генерал
- Мустафа паша Далтабан (? – 1703), османски политик, велик везир от 1702 до 1703 година
- Мухтерем Нур (1932 – 2020), турска актриса

### Н
- Назиф Абдулах, от махалата Емир, арестуван преди април 1904 година, обвинен, че е „хванат с предмети, откраднати от християнското българско население по време на Крушевските събития“, осъден на 8 месеца затвор от Първостепенния наказателен отдел, лежал в Битолския затвор, амнистиран с общата амнистия от 12 април 1904 година[51]
- Наки Елдениз (1875 – 1948), османски и турски генерал
- Наум Иванов Робев (1892 – 1916), български военен деец, поручик, загинал през Първата световна война[52]
- Наум Илиев, български революционер от ВМОРО, четник на Георги Сугарев[53] и на Христо Цветков[54]
- Наум Никушев (1859 – 1905), източнорумелийски и български военен деец
- Наум Петров Мартинов, завършва Военномедицинско училище в Цариград (1872 – 1876), след това е лекар в Разград и Кюстендил[55]
- Начо Дживджанов (1873 – след 1943), български революционер
- Неджмие Ходжа (р. 1921), албански политик
- Никола Алтъпармаков (1867 – 1927), български общественик и революционер, деец на ВМОРО
- Никола Бакулевски (1928 – 2002), югославски политик
- Никола Беровски (1923 – 1993), македонски писател
- Никола Генадиев (1868 – 1923), български политик
- Никола Иванов, български революционер от ВМОРО, четник на Георги Попхристов[56]
- Никола Костов, доброволец в четата на Георги Бабаджанов през Сръбско-българската война в 1885 година[40]
- Никола Кочовски (р. 1933), северномакедонски писател
- Никола Лячевски (1923 – 1944), югославски партизанин
- Никола Майков (1876 – ?), български революционер
- Никола Матев (? – 1913), български военен деец, подпоручик, загинал през Междусъюзническа война[57]
- Никола Ризов (1872 – 1942), български дипломат и журналист
- Никола С. Иванов (1871 – ?), завършил Киевската духовна семинария и медицина в Москва в 1896 година[58]
- Никола Сотировски (1925 – 2000), юрист от Република Македония
- Никола Талев, български революционер от ВМОРО, четник на Симеон Молеров[59] и на Петър Юруков[60]
- Никола Христов, учил в Робърт колеж от 1872/1873 година до 1875/1876 година, когато завършва[61]
- Нику Караника (1910 – 2002), румънски поет
- Нико Фундали (1925 – 1944), югославски партизанин

### О
- Олга Чекаларова (1891 – 1953), българска просветна деятелка и общественичка
- Олга Совичанова, българска просветна деятелка
- Олга Янчич, (1929 – 2012), сръбска склупторка

### П
- Павел Генадиев (1873 – 1959), български революционер, публицист и общественик
- Павел Христов, български революционер от ВМОРО, четник на Димче Сарванов[62]
- Пано Тодоров, доброволец в четата на Георги Бабаджанов през Сръбско-българската война в 1885 година[40]
- Параскеви Кирязи (1880 – 1970), албанска просветна деятелка
- Перо Димитровски (р. 1928), хърватски и югославски инженер
- Петко Петров, български революционер от ВМОРО, четник на Кръсте Льондев[63]
- Петрос Тряндафилидис (Τριανταφυλλίδης Πέτρος), гръцки андартски деец[64]
- Петруш Наси Механджия, жител на махалата Кара Табак, арестуван през август 1903 година, обвинен в „присъединяване към бунтовниците и събирана на пари“, осъден на 15 години каторга, заточен в Диарбекир, амнистиран с общата амнистия от 12 април 1904 година[65]
- Петър Ангеловски (1931 – 2003), сценограф от Северна Македония
- Петър Божиновски (1920 – 1971), югославски партизанин
- Петър Волнаровски (р. 1968), северномакедонски писател
- Петър Георгиев (1880 – 1905), български революционер
- Петър Димев (1892 – ?), български революционер от ВМОРО, четник на Алексо Стефанов[66]
- Петър Д. Оцев (1865 – ?), учил право в Москва, Лион, Женева и Лозана[67]
- Петър Джорджев (1840 – ?), български революционер, Ботев четник
- Петър Костов (р. 1928), северномакедонски писател
- Петър Костов (1888 – ?), български революционер от ВМОРО, четник на Димко Могилчето[68]
- Петър Мирчев (1907 – 1991), български писател, езиковед, революционер и журналист
- Петър Мишайков, български революционер, участник във Втората българска легия, член на БРЦК
- Петър Наумов, български революционер от ВМОРО, четник на Никола Наумов[69] и на Лука Джеров[70]
- Петър Нейчев, български революционер
- Петър Папакочев (1913 – 1997), български фотограф
- Петър Радев, български възрожденец
- Петър Цветков, доброволец в четата на Георги Бабаджанов през Сръбско-българската война в 1885 година[40]
- Пецо Видимче (1921 – 2010), художник от Северна Македония
- Поликсени Битолска, гръцка учителка и революционерка[71]

### Р
- Радмила Тодоровска (р. 1936), северномакедонска оперна певица
- Райна Алексова (1882 – 1959), българска фармацевтка
- Рамадан Риза Садику, учител, по-късно преместил се в Истанбул, откъдето през 1978 година изпраща две протестни писма до ректора на Чикагския университет по повод връчването на титлата „Доктор хонорис кауза“ на Блаже Конески, в които изтъква, че „македонските нация и език“ са изкуствено създадени на противобългарска основа от Югославските комунисти.[72]
- Рафаел Камхи (1870 – 1970), български революционер
- Ристе Трайко Анджия, българин, православен, от Новата махала,[32] арестуван преди април 1904 година, обвинен в „приемане в къщата си на българските бунтовнически водачи, подготвял и доставял материали отвън, активно давал помощ на споменатите бунтовници“, осъден от Извънредния съд, лежал в Битолския затвор, амнистиран с общата амнистия от 12 април 1904 година[73]

### С
- Сабиха Гюрайман (1910 – 2003), турски строителен инженер
- Салватор Леви (1919 – 1963), лекар
- Силян Согриев (1873 – 1917), български революционер
- Симеон Бурев (1883 – след 1945), български фалшификатор и търговец.
- Симеон Мишайков (1863 – ?), български офицер
- Симиан Спасев Волчев Йотов (1866 – след 1943), български революционер, деец на ВМОРО
- Славе Димитров (р. 1946), северномакедонски музикант
- Славейко Хололчев, български революционер, четник на ВМОРО[74]
- Слободан Мицкович (р. 1935), северномакедонски писател
- Солтир Стрезов, български революционер от ВМОРО, четник на Лука Джеров[75]
- Сотир Дамянович, участник в Гръцката война за независимост
- Спиро Джеров (1834 – 1868), български хайдутин и революционер, участник в четата на Хаджи Димитър и Стефан Караджа
- Спиро Иванов (? – 1904), български революционер, участник в Кресненско-Разложкото въстание
- Ставре Спиров (1881 – 1934), български революционер
- Стефан Кондаков (1878 – 1937), български революционер от ВМОРО
- Стефан Наумов (1920 – 1942), югославски партизанин
- Стефан Петров (1874 – 1940), български революционер от ВМОРО
- Славко Лумбарковски (1922 – 1944), югославски партизанин
- Слободан Алигрудич (1934 – 1985), югославски актьор
- Сотир Георгиевски (1921 – 1944), югославски партизанин[76].
- Спас Банджов (1904 – 1942), интербригадист
- Стефан Балъкчиев (1855 – 1914), български индустриалец
- Стефан Спировски (р. 1990), северномакедонски футболист
- Стефос Григориу (? – 1943), гръцки андартски капитан
- Стойо Ристе, българин, православен, от Новата махала, арестуван преди април 1904 година, обвинен в „приемане в къщата си на българските бунтовнически водачи, подготвял и доставял материали отвън, активно давал помощ на споменатите бунтовници“, осъден от Извънредния съд, лежал в Битолския затвор, амнистиран с общата амнистия от 12 април 1904 година[32]
- Сюлейман Сабри паша (1875 – ?), османски и турски генерал

### Т
- Тальо Петров, български революционер от ВМОРО, четник на Лука Джеров[77]
- Ташко Праматаров (? – 1914), български революционер
- Ташко Вангел Бавчанджия, българин, православен, от махалата Роучка, арестуван преди април 1904 година, обвинен в „събиране на помощ за българския комитет“, осъден от Извънредния съд на 5 години каторга, лежал в Битолския затвор, амнистиран с общата амнистия от 12 април 1904 година[78]
- Ташо Наумов, български революционер от ВМОРО, четник на Лука Джеров[79]
- Ташо Николов, български революционер от ВМОРО, четник[80]
- Тахсин Язъджъ (1892 – 1971), османски и турски генерал
- Таяр Завалани (1903 – 1966), албански историк публицист и писател
- Теодорос Модис (? – 1904), гръцки предприемач и революционер
- Теодосий Кардалев (1882 – 1934), български инженер
- Теодосий Робев (1903 – 1996), български икономист и общественик
- Теофана Н. Пазова (1887 – ?), завършила зъболекарство в Женева[67]
- Тефик Али Коч, арестуван преди април 1904 година за убийство на един християнин в Илинденското въстание, затворен от Извънредния съд в Битолския арест, амнистиран с общата амнистия от 12 април 1904 година[81]
- Тодор Велев, български революционер от ВМОРО, четник на Лука Джеров[82]
- Тодор Михайлов (1897 – ?), български юрист и съосновател на Македонския научен институт
- Тодор Стоян, българин, православен, арестуван преди април 1904 година, обвинен в „приемане в къщата си на българските бунтовнически водачи, подготвял и доставял материали отвън, активно давал помощ на споменатите бунтовници“, осъден от Извънредния съд, лежал в Битолския затвор, амнистиран с общата амнистия от 12 април 1904 година[32]
- Тодор Христов (Княза) (около 1850 – 1876), български революционер, Ботев четник
- Тома Абраси (Абраши, 1868 – 19 февруари 1915), лекар, починал в Прилеп[83]
- Тома Фила (р. 1941), сръбски адвокат
- Томислав Османли (р. 1956), северномакедонски писател
- Томислав Трайчевски (р. 1935), югославски офицер и офицер от Северна Македония, генерал-полковник
- Томислав Чокревски (р. 1934), северномакедонски юрист и социолог
- Томе Бошевски (1937 – 2015), инженер от Северна Македония
- Томе Тромбев (р. 1961), северномакедонски политик
- Томислав Симовски (1929 – 1987), политик от Социалистическа република Македония
- Томислав Тасич (1904 – ?), сръбски актьор
- Тони Савевски (р. 1963), северномакедонски футболист и треньор
- Трайко Нешков, български революционер от ВМОРО, четник на Тане Николов[84]
- Траян Митревски (1874 – ?), български революционер
- Траян Филиповски (1926 – 1944), югославски партизанин

### Ф
- Фанула Папазоглу (1919 – 2001), гръцка историчка, съпруга на Георгий Острогорски
- Флорика Багдасар (1901 – 1978), румънска политичка

### Х
- Харитон Генадиев (1861 – 1914), български публицист и преводач
- Хафиз Хаки паша (1879 – 1915), османски генерал
- Хрисанта Попарсова, българска учителка и революционерка
- Христо Димитров (1867 – ?), български учен, технолог по млекарство и преподавател
- Христо Иванов, български революционер от ВМОРО, четник на Димче Сарванов[85]
- Христо Марков, български революционер от ВМОРО, четник на Кочо Цонков[86]
- Христо Мицковски (1926 – 1944), югославски партизанин
- Христо Настев, български революционер от ВМОРО, четник на Димче Сарванов[87]
- Хюсеин Авни бей (? – 1915), османски военен
- Хюсеин Авни Займлер (1877 – 1930), османски и турски военен и турски политик

### Ц
- Цаки Марков, български революционер от ВМОРО, четник на Георги Попхристов[88]

### Я
- Янаки Кипров – Шекерджията или Влашето, български революционер от ВМОРО
- Яни Макрадули (р. 1965), северномакедонски политик, заместник-председател на СДСМ
- Янко Палигора (1920 – 1944), югославски партизанин. Убит през 1944[89].

### Опълченци от Битоля
- Васил Атанасов, на 2 май 1877 година постъпва в III рота на ІI опълченска дружина, загива на 29 януари 1878 година в село Шехово, погребан е в двора на „Свети Илия“ в Градец, Сливенско[90][91]
- Василий Костов, ІІI опълченска дружина, умрял преди 1918 година[92]
- Георги Венев, I опълченска дружина, умрял преди 1918 година[93]
- Георги Галанопулов (Гапалопулов, Понопупанович), на 23 май 1877 година зачислев в I рота на ІI опълченска дружина, напуска опълчението на 6 юни 1877 година[94] умрял преди 1918 година[95]
- Георги Дранчев, V опълченска дружина, умрял преди 1918 година[96]
- Георги Костов, постъпил на 3 май 1877 година в I рота на I дружина, на 17 ноември 1877 година произведен ефрейтор, за боевете на Шипка през август 1877 година е награден със Знака за отличие на военния орден „Свети Георги“ IV степен, уволнен на 1 юли 1878 година[97]
- Георги Котов, I опълченска дружина, умрял преди 1918 година[93]
- Дамян Михайлов, IV опълченска дружина, умрял преди 1918 година[98]
- Димитър Василев, ІІI опълченска дружина, IV рота, постъпил на 28 април 1877 г. Загива на 19 юни 1877 година в битката при Стара Загора [99][92]
- Димитър Велев, ІV опълченска дружина, умрял преди 1918 година[100]
- Иван Марков, I опълченска дружина, умрял преди 1918 година[93]
- Иван Пройчев, ІІI опълченска дружина, умрял преди 1918 година в София[100]
- Илия Стойнов (Станков), V опълченска дружина, III рота. Постъпил на 13 май 1877 година, редник. Ранен в боевете при Шейново на 28 декември 1877. Награден със знака за отличие на военния орден „Свети Георги“ IV степен. Уволнен от служба на 11 август 1878 година.[101]
- Йован Стефанов, V опълченска дружина, III рота. Постъпва като редник на 13 май 1877 година. Уволнен като негоден за военна служба на 30 май същата година.[102]
- Константин Христов, ІI опълченска дружина, умрял преди 1918 година[95]
- Лазар Георгиев, на 28 йприл 1877 година постъпва в IV рота на I опълченска дружина,[103] умрял преди 1918 година[93]
- Лазар Христов, IV опълченска дружина, умрял преди 1918 година[98]
- Панто Наумов, ІІI опълченска дружина, умрял преди 1918 година[100]
- Спиро (Спиридон) Христов (около 1846 – 1912). Баща Христо Костов или Кузманов, майка Ана Ицова. Среща се като роден в Битоля, другаде в Прилеп, но в заявление, подадено от него, пише от Битоля. Редник в V опълченска дружина, III рота.[104][105]
- Ставри Лазаров, ІІI опълченска дружина, умрял преди 1918 година[92]
- Стоян Златов (Златев)  (около 1846 – ?), доброволец в Сръбско-турската война в 1876 година в бригадата на генерал Черняев, зачислен във II рота на I опълченска дружина на 28 април 1877 година, уволнен на 11 август 1878 година,[106] умрял преди 1918 година[93][106]
- Таки Зисо, IV опълченска дружина, умрял преди 1918 година в София[98]
- Трайчо Христов, родом от Битолско, ІІI опълченска дружина, умрял преди 1918 година[100]
- Христо Димитриев, V опълченска дружина, убит на 12 август 1877 година[96]
- Янко Георгиев от Елигорово Битолско, на 7 юли 1877 година постъпва във II рота на I опълченска дружина, на 28 юли е преведен в I рота на VIII дружина, но на 5 август отново е върнат във II рота на I дружина, уволнен е на 1 юли 1878 година,[107] умрял преди 1918 година[93]

### Македоно-одрински опълченци от Битоля
- Божко Вълчев, щаб на 3 солунска дружина, носител на орден „За храброст“ ІV степен[108]
- Георги Алексов, 19-годишен, шивач, 1 рота на 4 битолска дружина, ранен на 17 юни 1913 година, носител на орден „За храброст“ ІV степен[109]
- Иван Александров, 24-годишен, железар, 4 отделение, 2 рота на 9 велешка дружина[110]
- Методи Холиолчев, 25-годишен, студент, нестровеви роти на 3 солунска и 9 велешка дружина[111], през 1925 година съветник в Битолското благотворително братство[112]
- Мито Айвазов, 25-годишен, 4 рота на 8 костурска дружина, носител на орден „За храброст“ ІV степен[113]

## Починали в Битоля
А — Б — В — Г — Д —
Е — Ж — З — И — Й —
К — Л — М — Н — О —
П — Р — С — Т — У —
Ф — Х — Ц — Ч — Ш —
Щ — Ю — Я

### А
- Александър Кръстевски-Кошка (1932 – 2003), историк от Северна Македония
- Александър Петков Тодоров (? – 1916), български военен деец, поручик, загинал през Първата световна война[114]
- Александър Турунджов (1872 – 1905), български революционер
- Александър Ростковски (1860 – 1903), руски дипломат, консул в Битоля от 1895 до 1903
- Александър Чакъров (1869 – 1909), български просветен и революционен деец
- Ангел Лерински (1732 – 1750), християнски новомъченик
- Ангел Станев Енев (? – 1916), български военен деец, майор, загинал през Първата световна война[115]
- Апостол Маргарит (1832 – 1903), арумънски просветен деец

### В
- Вангел Тодоровски (1920 – 1942), югославски комунист и народен герой на Югославия
- Вангел Нечевски (1922- 2006), югославски партизанин
- Васил Янев (1866 – 1908), български революционер
- Владо Ласковски (1932 – 2007), журналист от Република Македония

### Г
- Генадий Велешки (1800 – 1876), български духовник, дебърски и велешки митрополит
- Господин Динков Попстефанов (? – 1916), български военен деец, подпоручик, загинал през Първата световна война[116]
- Григорий Пелагонийски (1853 – 1906), български духовник, охридски и битолски митрополит

### Д
- Димитри Атанасеску (1836 – 1907), арумънски просветен деец
- Димитрис Лалас (1848 – 1911), виден гръцки композитор, роден в Магарево, починал в Битоля
- Димитър Иванов Гогов (? – 1916), български военен деец, подпоручик, загинал през Първата световна война[117]
- Димитър Котевски (1926 – 2018), офталмолог от Северна Македония
- Душан Константинов (1924 – 2002), историк от Северна Македония

### Ж
- Жан-Клод Фавериал (1817 – 1893), френски мисионер и историк

### И
- Иван Алтъпармаков (Йован Алтипармакович, 1891 – 1853), сръбски политик
- Иван Ангелов Лалин (? – 1916), български военен деец, капитан, загинал през Първата световна война[118]
- Иван Бойчев Меков (? – 1918), български военен деец, поручик, загинал през Първата световна война[119]
- Иван Станчев Цолов (? – 1917), български военен деец, поручик, загинал през Първата световна война[120]
- Иван Дорев (1866 – 1942), български просветен деец и историк

### К
- Климент Шапкарев (1875 – 1949) – български революционер и просветен деец
- Колю Господинов Казълев (? – 1916), български военен деец, подпоручик, загинал през Първата световна война[121]
- Константин Белимаче (1848 – 1934), арумънски писател
- Константин Робев (1818 – 1900), български възрожденец, лекар и общественик
- Коте Христов (1863 – 1905), български хайдутин, революционер, по-късно гръцки андартски капитан
- Кръсте Льондев (? – 1928) – български революционер

### М
- Михаил Ракиджиев (1878 – 1935), български революционер от ВМОРО
- Маргарит Нале (1895 – 1970), югославски партизанин

### Н
- Наум Димев – Лавчанец (1875 – 1924), български революционер
- Ненчо Димитров (? – 1916), български военен деец, запасен майор, загинал през Първата световна война[122]
- Никола Дренски (1898 – 1944), български военен деец, полковник
- Никола Робев (1831 – 1906), български възрожденец, търговец
- Никола Стойчев (1845 – 1899), български политик и дипломат

### П
- Павел Йоанович (XVIII век – след 1842), български архитект, автор на църквата в Рилския манастир
- Павел Кръстев (1871 – 1941), български революционер
- Панде Суджов (1882 – 1927), български революционер, преспански околийски войвода на ВМРО
- Паню Желев Русев (? – 1916), български военен деец, капитан, загинал през Първата световна война[123]
- Петър Христов (1887 – 1908), гръцки андартски капитан.
- Петър Божиновски (1920 – 1971), югославски партизанин

### Р
- Райна Алексова (1882 – 1959), български фармацевт
- Ратка Чоревска (1925 – 2016), актриса от Северна Македония

### С
- Сава Кънчев Кънчев (Иванов) (? – 1916), български военен деец, капитан, загинал през Първата световна война[124]
- Светослав Найденов (? – 1916), български военен деец, капитан, загинал през Първата световна война[125]
- Ст. Хубенов Панайотов (? – 1915), български военен деец, полковник, загинал през Първата световна война[126]
- Стефан Иванов Султанов (? – 1916), български военен деец, подпоручик, загинал през Първата световна война[127]

### Т
- Такис Голнас, гръцки революционер, член на комитета на Гръцката въоръжена пропаганда в Невеска
- Тачо Василев Попов (? – 1916), български военен деец, подполковник, загинал през Първата световна война[128]
- Тодор Ангелов (? – 1916), български военен деец, майор, загинал през Първата световна война[129]
- Тодор Кръстев (? – 1918), български военен деец, поручик, загинал през Първата световна война[130]

### Х
- Христо Вълканов (1874 – 1905), български просветен деец и революционер
- Христо Котев (1860 – 1918), български революционер

### Ю
- Юлиян Константинов Петишев (? – 1917), български военен деец, запасен капитан, загинал през Първата световна война[131]

### Я
- Янаки Манаки (1882 – 1964), пионер на киното на Балканите

## Други
- Авксентий Битолски (1850–1919), български духовник, битолски митрополит след 1906
- Начо Дживджанов, терорист от ВМОРО
- Мицко Романов, български революционер от ВМРО
- Неофит VIII Константинополски (1832–1909), гръцки духовник, битолски митрополит от 1887 до 1891
- Пийт Джордж (Петър Талев, р. 1929), американски щангист, по произход от Битоля
- Христо Совичанов, български певец (псалт), преподавател и революционер
- Трифон Каранов, виден деец от епохата на църковните борби на българите в Битоля.[132]